# Moteur M 110 Mercedes-Benz
Le moteur M 110 est un moteur thermique automobile à combustion interne, fabriqué par Mercedes-Benz de 1972 à 1989. Il remplace le M 130 et sera remplacé par le M 103.

## Historique
En 1971, la décision pour la production en série du moteur M110 est tombée. Il remplacera le M130.
Le moteur sera lancé en petite série sur les W114 modèles 280 présentées en avril 1972 ainsi que sur les W116 modèles 280 présentées en septembre 1972. En 1974, ce sera au tour des R107 d'en être équipées, puis en 1975 aux fameuses W123 et enfin au W460 en 1979.
Ce sera en 1984 que le M110 commencera à être remplacé par le M 103 et c'est en 1989 que sa production sera stoppée définitivement. Il aura été fabriqué pendant 17 ans.

## Caractéristiques

### Mécanique
Le M 110 est un moteur à six cylindres en ligne (L6) et dispose d'un vilebrequin à sept paliers. 
Il est le premier moteur produit par Daimler-Benz à posséder un double arbre à cames en tête (DOHC). Ils actionnent les soupapes placées en V dans la culasse qui elle-même est en deux parties à l'horizontale.
Le moteur M 110 dispose d'un bloc en fonte.

## Utilisation

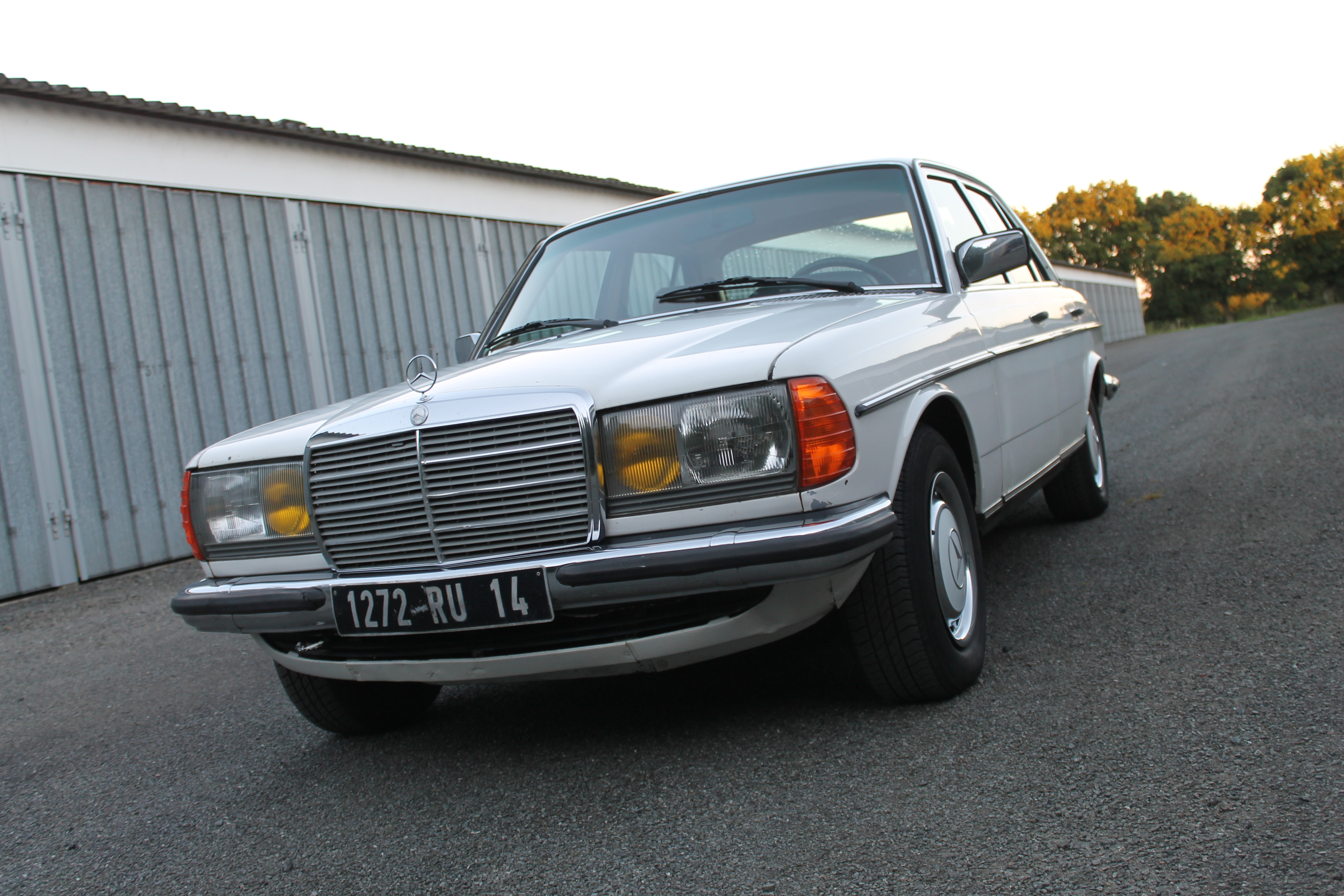
Mercedes-Benz 280 E - W123

### Chez Mercedes-Benz
| Variante  | Classe / Série | Type     | Modèle                              | Années      |
| --------- | -------------- | -------- | ----------------------------------- | ----------- |
| M 110.923 | Série 200      | Type 123 | 280 ; 280 C                         | 1975 - 1981 |
| M 110.984 | Série 200      | Type 123 | 280 E ; 280 CE ; 280 TE             | 1976 - 1981 |
| M 110.988 | Série 200      | Type 123 | 280 E ; 280 CE ; 280 TE             | 1978 - 1986 |
| M 110.994 | Geländewagen   | Type 460 | 280 GE                              | 1979 - 1990 |
| M 110.?   | Série 200      | Type 123 | 280 E AMG ; 280 CE AMG ; 280 TE AMG |             |
| M 110.?   | Série 200      | Type 123 | 280 E Rally ; 280 CE Rally          |             |

### Chez d'autres constructeurs
| Variante | Marque | Modèle | Années |
| -------- | ------ | ------ | ------ |
|          |        |        |        |
|          |        |        |        |

### Sources
- Page Wikipedia en allemand